# 寶山庄
寶山庄為台灣日治時期1920年至1945年間存在之行政區，轄屬新竹州竹東郡。今新竹縣寶山鄉。

## 行政區劃
寶山庄在臺灣日治時期行政區劃的十二廳時期原屬新竹廳竹北一堡之草山庄、雙溪庄、新城庄、寶斗仁庄、鷄油凸庄、大壢庄。1920年10月，上述6庄合併為寶山庄，「草山」改稱「寶山」，轄域內分為寶山、雙溪、新城、寶斗仁、鷄油凸、大壢等6個大字。
- 寶山大字下有「寶山」、「沙湖壢」小字名
- 雙溪大字下有「雙溪」、「大崎」、「水尾溝」小字名
- 新城大字下有「新城」、「柑子崎」小字名
- 寶斗仁大字下有「寶斗仁」、「崎林」、「深井」小字名
- 鷄油凸大字下有「鷄油凸」、「三叉凸」、「八分寮」小字名
- 大壢大字下有「上大壢」、「下大壢」小字名[2]

## 設施
- 寶山庄役場
- 寶山公學校→寶山國民學校（今新竹縣寶山鄉寶山國民小學）
- 新城公學校→新城國民學校（今新竹縣寶山鄉新城國民小學）
- 新城公學校雙溪分教場→新城國民學校雙溪分教場→雙溪國民學校（今新竹縣寶山鄉雙溪國民小學）